# منظمة التجارة العالمية
منظمة التجارة العالمية (WTO) (بالإنجليزية: World Trade Organization)‏ هي منظمة حكومية دولية تنظم وتسهل التجارة الدولية بين الأمم. تستخدم الحكومات المنظمة بهدف وضع القواعد التي تحكم التجارة الدولية ومراجعتها وتنفيذها. بدأت المنظمة عملياتها بصورة رسمية في 1 يناير من عام 1995 وفقًا لاتفاقية مراكش، وبذلك حلت محل اتفاقية جات التي أبرمت في عام 1948. منظمة التجارة العالمية هي أكبر منظمة اقتصادية دولية في العالم، فهي تضم 164 دولة عضوًا تمثل ما يزيد عن 98% من التجارة العالمية والناتج المحلي التجاري العالمي.
تسهل منظمة التجارة العالمية التجارة في السلع والخدمات والملكية الفكرية بين البلدان المشاركة من خلال توفير إطار للتفاوض بشأن الاتفاقيات التجارية التي تهدف عادة إلى خفض أو إلغاء الرسوم الجمركية وحصص التوريد والحواجز التجارية الأخرى، وُقعت هذه الاتفاقيات من قبل ممثلي الحكومات الأعضاء وأُقرت من قبل هيئاتها التشريعية. تدير منظمة التجارة العالمية أيضًا حل الخلافات المستقلة لفرض التزام المشاركين بالاتفاقيات التجارية وحل والخلافات المتعلقة بالتجارة. تحظر المنظمة التمييز بين الشركاء التجاريين، إلا أنها توفر استثناءات لحماية البيئة والأمن القومي وأهداف هامة أخرى.
يقع المقر الرئيسي لمنظمة التجارة العالمية في جنيف، سويسرا. وهيئتها العليا لصنع القرارات هي المؤتمر الوزاري الذي يتألف من جميع الدول الأعضاء وعادة ما يُعقد كل سنتين، ويشدد على أهمية الإجماع في كل القرارات التي يتخذها. يتعامل المجلس العام، الذي يتكون من ممثلين من جميع الأعضاء، مع الوظائف اليومية. تقدم الأمانة العامة التي تضم أكثر من 600 موظف، يترأسهم المدير العام وأربعة نواب، الخدمات الإدارية والمهنية والفنية. تبلغ الميزانية السنوية لمنظمة التجارة العالمية نحو 220 مليون دولار تقريبًا، والتي يساهم بها الأعضاء بناءًا على نسبتهم من التجارة الدولية.
تظهر الدراسات أن منظمة التجارة العالمية قد عززت التجارة وقللت من الحواجز التجارية. وكان للمنظمة بوجه عام تأثير على اتفاقية التجارة، فقد أظهر تحليل يعود إلى عام 2017 أن الغالبية العظمى من اتفاقيات التجارة التفضيلية حتى تلك الفترة كانت تشير صراحة إلى منظمة التجارة العالمية، مع نسخ أجزاء كبيرة من النص من اتفاقيات منظمة التجارة العالمية. وأشار الهدف رقم 10 من أهداف التنمية المستدامة للأمم المتحدة أيضًا إلى اتفاقيات منظمة التجارة العالمية كأدوات للحد من انعدام المساواة. وعلى الرغم من ذلك، يؤكد النقاد أن فوائد التجارة الحرة التي تسهلها منظمة التجارة العالمية لا يجري تقاسمها بشكل متساو، ويستشهدون بنتائج المفاوضات والبيانات التي تظهر اتساع الفجوة بصورة متواصلة بين الدول الغنية والفقيرة.

## التاريخ
أُبرمت اتفاقية جات، سلف منظمة التجارة العالمية، بموجب معاهدة متعددة الأطراف من 23 دولة في عام 1947 بعد نهاية الحرب العالمية الثانية في أعقاب مؤسسات جديدة متعددة الأطراف تهدف إلى التعاون الاقتصادي الدولي، كالبنك الدولي (تأسس في عام 1944) وصندوق النقد الدولي (تأسس في عام 1944 أو عام 1945). لم تتكلل بالنجاح جهود إنشاء مؤسسة دولية مماثلة للتجارة، سميت المنظمة التجارية الدولية، نظرًا إلى أن الولايات المتحدة الأمريكية وغيرها من الدول الموقعة لم تقر المعاهدة، وهكذا أصبحت جات ببطءٍ منظمة دولية بحكم الأمر الواقع.

### مفاوضات جات قبل الأوروغواي
جرت سبع جولات من المفاوضات بموجب اتفاقية الجات (منذ عام 1949 حتى عام 1979). ركزت الجولات التجارية الحقيقية الأولى للجات (منذ عام 1947 حتى عام 1960) على المزيد من خفض الرسوم الجمركية. ثم أفضت جولة كينيدي في منتصف الستينيات من القرن العشرين إلى اتفاقية الجات لمكافحة الإغراق التجاري وإلى قسم خاص بالتنمية. مثلت جولة طوكيو خلال السبعينيات من القرن العشرين أول محاولة كبرى لمعالجة الحواجز التجارية التي لا تأخذ شكل رسوم جمركية ولتطوير النظام من خلال اعتماد سلسلة من الاتفاقيات حول الحواجز غير الجمركية التي فسرت في بعض الحالات قواعد الجات الحالية، وشقت في حالات أخرى طريقًا جديدًا تمامًا. ونظرًا إلى عدم موافقة جميع أعضاء الجات على هذه الاتفاقيات متعددة الأطراف، كانت تسمى في كثير من الأحيان على نحو غير رسمي «رموزًا». (عدلت جولة الأوروغواي العديد من هذه الرموز وحولتها إلى التزامات متعددة الأطراف قبل بها جميع أعضاء منظمة التجارة العالمية. ولم يتبق سوى أربعة رموز متعددة الأطراف (تلك المتعلقة بالمشتريات الحكومية ولحوم الأبقار والطائرات المدنية ومنتجات الألبان)، إلا أنه في عام 1997 وافق أعضاء منظمة التجارة العالمية على إنهاء اتفاقية لحوم الأبقار والألبان، ولم يبقوا سوى على اتفاقيتين). على الرغم من المحاولات في منتصف الخمسينيات والستينيات من القرن العشرين لإنشاء شكل من أشكال الآلية المؤسسية للتجارة الدولية، استمرت الجات في العمل على مدى نحو نصف قرن كنظام شبه مؤسسي متعدد الأطراف على أساس مؤقت.

### جولة أوروغواي 1986-1994
قبل فترة طويلة من الذكرى الأربعين لاتفاقية الجات، خلص أعضاؤها إلى أن نظام الجات كان يحاول التكيف مع الاقتصاد العالمي الجديد المعولم. وفي استجابة للمشكلات التي حُددت في الإعلان الوزاري لعام 1982 (أوجه القصور الهيكلية والتأثيرات غير المباشرة لسياسات بعض البلدان على التجارة العالمية التي لا تستطيع الجات معالجتها وما إلى ذلك) أُطلقت الجولة الثامنة من اتفاقية الجات -التي عُرفت بجولة الأوروغواي- في سبتمبر من عام 1986، في بونتا ديل إيستي، الأوروغواي.
كانت جولة أوروغواي أكبر ولاية تفاوضية بشأن التجارة اتفق عليها إطلاقا: وكانت المحادثات تهدف إلى توسيع نظام التجارة ليشمل عدة مجالات جديدة، ولا سيما التجارة في الخدمات والملكية الفكرية وإصلاح التجارة في القطاعات الحساسة مثل الزراعة والمنسوجات، وخضعت جميع البنود الأصلية للجات إلى مراجعة. وُقعت الوثيقة النهائية التي اختتمت جولة أوروغواي والتي أسست بشكل رسمي نظام منظمة التجارة العالمية في 15 أبريل من عام 1994، خلال الاجتماع الوزاري في مراكش في المغرب، وبناء على ذلك عُرفت باتفاقية مراكش.
ما تزال اتفاقية الجات سارية باعتبارها مظلة منظمة التجارة العالمية للتجارة في السلع، وخضعت لتحديث نتيجة مفاوضات جولة أوروغواي (جرى التمييز بين اتفاقية الجات 1994 والأجزاء التي حُدثت من الجات واتفاقية الجات لعام 1947، التي كانت الاتفاقية الأصلية التي ما تزال لب اتفاقية الجات لعام 1994). وعلى الرغم من ذلك، فإن اتفاقية الجات لعام 1994 ليست الاتفاقية الوحيدة الملزمة قانونًا المدرجة في الوثيقة النهائية في مراكش، فقد جرى تبني قائمة طويلة تتألف من نحو 60 اتفاقية وملحق وقرار وتفاهم. تنقسم الاتفاقيات إلى ستة أجزاء رئيسية:
- اتفاقية إنشاء منظمة التجارة العالمية
- الاتفاقات متعددة الأطراف بشأن التجارة في السلع
- اتفاقية جاتس
- الاتفاقية حول الجوانب التجارية لحقوق الملكية الفكرية
- تسوية النزاعات
- مراجعة السياسات التجارية للحكومات[19]

في ما يتعلق بمبدأ منظمة التجارة العالمية المتعلق ب«تقييد السقف» للرسوم الجمركية (رقم ٣)، نجحت جولة أوروغواي في زيادة الالتزامات الملزمة من جانب البلدان المتقدمة والنامية على حد سواء، كما يتضح من النسب المئوية للتعريفات المقيدة قبل وبعد محادثات 1986-1994.

### المؤتمرات الوزارية
عادة ما تجتمع أعلى هيئة لاتخاذ القرارات في منظمة التجارة العالمية، المؤتمر الوزاري، كل عامين. وهي تضم جميع أعضاء منظمة التجارة العالمية، وجميعها دول أو اتحادات جمركية. يمكن للمؤتمر الوزاري اتخاذ قرارات بشأن جميع المسائل بموجب أي من الاتفاقات التجارية متعددة الأطراف. شهدت بعض الاجتماعات، مثل المؤتمر الوزاري الافتتاحي في سنغافورة ومؤتمر كانكون في عام 2003، خلافات بين الاقتصادات المتقدمة والنامية أشير إليها ب«قضايا سنغافورة» حول قضايا كالدعم الزراعي، في حين أن مؤتمرات أخرى كمؤتمر سياتل في عام 1999 أثارت تظاهرات واسعة. وافق المؤتمر الوزاري الرابع في الدوحة في عام 2001 على دخول الصين إلى منظمة التجارة العالمية وأطلق جولة الدوحة للتنمية التي استكملها المؤتمر الوزاري السادس لمنظمة التجارة العالمية (في هونغ كونغ) الذي وافق على التخلص التدريجي من دعم الصادرات الزراعية واعتماد مبادرة الاتحاد الأوربي التي كانت بعنوان «كل شيء ما عدا الأسلحة» للتخلص على نحو تدريجي من الرسوم الجمركية على البضائع القادمة من البلدان الأقل نموًا. في المؤتمر الوزاري السادس لمنظمة التجارة العالمية في ديسمبر من عام 2005، أطلقت منظمة التجارة العالمية مبادرة المعونة من أجل التجارة التي كانت تهدف بشكل خاص إلى مساعدة البلدان النامية في التجارة على النحو الوارد في الهدف 8 من أهداف التنمية المستدامة الذي كان ينص على زيادة المعونة من أجل دعم التجارة والنمو الاقتصادي.
وقد كان من المقرر عقد المؤتمر الوزاري الثاني عشر في نور سلطان، كازاخستان، في شهر يونيو من عام 2020، إلا أنه أُلغي بسبب تفشي وباء مرض فايروس كورونا 2019.
وقد رفعت منظمة "عالمنا ليس للبيع" (OWINFS)، نيابة عن ائتلاف من منظمات المجتمع المدني، شكوى إلى منظمة التجارة العالمية بشأن القيود الصارمة في المؤتمر الوزاري الثالث عشر في أبو ظبي. وقد تم تقديم الشكوى بشأن "الاعتقال، ومصادرة المواد، والقيود المشددة على ممارسة الضغط من قبل جماعات المجتمع المدني". وشملت الحوادث اعتقال ناشط نرويجي لمدة ساعة لالتقاط صورة، وحظر توزيع منشورات، وحمل لافتات، والهتافات، والاحتجاجات. عرض اللافتات، ومنع الوصول إلى عضو يرتدي كوفية فلسطينية. ووصفت ديبورا جيمس، منسقة OWINFS، هذه القيود بأنها غير مسبوقة، كما أثارت كاثرين تاي مخاوف مع أمانة منظمة التجارة العالمية، واجتمعت نجوزي أوكونجو إيويالا مع أعضاء المجتمع المدني الكرسي الإماراتي للمؤتمر لإيجاد الحلول.

## التأسيس
تأسست منظمة التجارة العالمية في 1 كانون الثاني / يناير 1995. وهي واحدة من أحدث المنظمات الدولية، كما أنها خليفة الاتفاقية العامة للتعريفات والتجارة للجات (GAAT)، والتي أنشئت في أعقاب الحرب العالمية الثانية، وبالرغم من أن منظمة التجارة العالمية ما زالت حديثة فإن النظام التجاري متعدد الأطراف الذي تم وضعه في الأصل تحت الجات قد بلغ عمره خمسون عاماً.
جاء تأسيس منظمة التجارة العالمية بعد أن شهد العالم نمواً استثنائياً في التجارة العالمية، فقد زادت صادرات البضائع بمتوسط 6% سنوياً، وساعدت اتفاقية الجات ومنظمة التجارة العالمية على إنشاء نظام تجاري قوي ومزدهر مما ساهم في نمو غير مسبوق.
لقد تطور النظام من خلال سلسلة من المفاوضات أو الجولات التجارية التي انعقدت تحت راية الجات، فقد تناولت الجولات الأولى بصفة أساسية خفض التعريفات. وشملت المفاوضات التالية مواضع أخرى مثل مقاومة الإغراق والإجراءات التي لا تخص التعريفات. أدت الجولة الأخيرة التي أقيمت في الأوروغواي من 1986 إلى 1994 إلى إنشاء منظمة التجارة العالمية.
ولم تنته المفاوضات عند هذا الحد بل استمرت بعض المفاوضات بعد نهاية جولة الأورغواي حتى شهر شباط للعام 1997، حيث تم الوصول إلى اتفاقية بخصوص خدمات الاتصالات السلكية اللاسلكية مع موافقة 69 حكومة على إجراءات تحريرية واسعة المدى تعدت تلك التي تم الاتفاق عليها
في جولة أورجواي.
في نفس العام أتمت أربعون حكومة بنجاح مفاوضات خاصة بالتجارة بدون تعريفات خاصة بمنتجات تكنولوجيا المعلومات، كما أتمت سبعون من الدول الأعضاء اتفاقاً خاصاً بالخدمات المالية يغطى أكثر من 95% من التجارة البنكية والتأمين والأوراق المالية والمعلومات المالية.
كما وافق أعضاء منظمة التجارة العالمية في الاجتماع الوزاري في مايو 1998 على دراسة مواضع التجارة الناشئة من التجارة الإلكترونية العالمية. تسعى المنظمة في أن تستمر في المفاوضات التجارية الخاصة بدورة الدوحة التي انطلقت في السنة 2001 ضمن الاجتماع الوزاري الرابع لمنظمة التجارة العالمية وذلك من أجل تعزيز المشاركة العادلة للبلدان الأكثر فقرًا والتي تمثل غالبية سكان العالم.

## الأهداف
1. إقامة عالم اقتصادي يسوده الرخاء والسلام: فالمستهلك والمنتج كلاهما يعلم إمكان التمتع بضمان الإمداد المستمر بالسلع مع ضمان اختيار أوسع من المنتجات تامة الصنع ومكوناتها وموادها الخام وكذلك بخدمات إنتاجها. وبذلك يضمن كل من المنتجين والمصدرين أن الأسواق الخارجية ستظل مفتوحة دائما لهم.
2. نشوء عالم اقتصادي مزدهر يتمتع بالسلام ومسؤول بصورة أكبر: يتم بصورة نموذجية اتخاذ القرارات في منظمة التجارة العالمية بإجماع الدول الأعضاء ويتم التصديق عليها بواسطة برلمانات الدول الأعضاء يتم الاعتراض بخصوص الخلافات التجارية عن طريق آلية فض المنازعات الخاصة بمنظمة التجارة العالمية حيث يتم التركيز على تفسير الاتفاقيات والتعهدات وكيفية ضمان التزام السياسات التجارية للدول بهما. وبهذه الطريقة تنخفض مخاطر أن تمتد الخلافات إلى نزاعات سياسية أو عسكرية. وبخفض الحواجز التجارية فإن نظام منظمة التجارة العالمية يزيل أيضاً الحواجز الأخرى بين الأفراد والدول.
3. توفير الحماية المناسبة للسوق الدولي ليلائم مختلف مستويات المعيشة والتنمية.
4. إيجاد وضع تنافسي دولي للتجارة يعتمد على الكفاءة الاقتصادية في تخصص الموارد.
5. تحقيق التوظيف الكامل لموارد العالم.
6. الأهداف الإستراتيجية للمنظمة ضمن جولة أورجواي:
  1. الاتفاق متعدد الأطراف بشأن التجارة في السلع.
  2. الاتفاق بشأن التجارة في الخدمات.
  3. اتفاقية الجوانب المتصلة بالتجارة من حماية حقوق الملكية الفكرية:
    1. تفاهم بشأن القواعد والإجراءات التي تحكم تسوية النازعات.
    2. آلية مراجعة السياسة التجارية.
    3. اتفاقية التجارة الثنائية.

  4. اتفاقية إجراءات الاستثمار المرتبطة بالتجارة.

## الشعار
شعار منظمة التجارة العالمية يمثل الكرة الأرضية، من خلال ستة أقواس رسومية، باستخدام الألوان الأساسية للضوء وهي الأحمر والأزرق والأخضر بالتبادل في إشارة إلى أن حركة التجارة العالمية بين الدول تلتقي لتكون تحالف استراتيجي، وتقول السيدة سو يونج المصممة للشعار: (أن الشعار يوحي بالتفائل والديناميكية من خلال الدوامة التي تدمج وتغلف روح المنظمة في تعزيز تجارة نزيهة ومفتوحة).

## النشاطات والمهام
إن الهدف الأساسي لمنظمة التجارة العالمية هو المساعدة في سريان وتدفق التجارة بسلاسة وبصورة متوقعة وبحرية.
وتقوم المنظمة بذلك عن طريق:
- إدارة الاتفاقيات الخاصة بالتجارة.
- التواجد كمنتدى للمفاوضات المتعلقة بالتجارة.
- فض المنازعات المتعلقة بالتجارة.
- مراجعة السياسيات القومية المتعلقة بالتجارة.
- مساعدة الدول النامية في المواضيع المتعلقة بالسياسات التجارية من خلال المساعدات التكنولوجية وبرامج التدريب.
- التعاون مع المنظمات الدولية الأخرى.

## هيكلية منظمة التجارة
منظمة التجارة العالمية منظمة دولية تعنى بتنظيم التجارة بين الدول الأعضاء، وتشكل منتدى للمفاوضات متعددة الأطراف. وقد أنيط بها بشكل أساسي مهمة تطبيق اتفاقية أورغواي. ومن أهم لجانها وهياكلها التنفيذية:
1. المؤتمر الوزاري: يتألف المؤتمر الوزاري من وزراء التجارة للدول الأعضاء بمنظمة التجارة العالمية ويعتبر رأس السلطة في المنظمة. ويجتمع المؤتمر الوزاري مرة كل عامين على الأقل. وقد انعقد المؤتمر الوزاري الأول في ديسمبر/ كانون الأول 1996 في سنغافورة، وانعقد المؤتمر الوزاري الثاني في جنيف في مايو/ أيار 1998، والثالث في سياتل بالولايات المتحدة الأميركية في ديسمبر/ كانون الأول 1999، ومن المقرر انعقاد المؤتمر الوزاري الرابع في الدوحة عاصمة قطر في نوفمبر/ تشرين ثاني 2001.
2. الأمانة العامة: تتكون من المدير العام للمنظمة وموظفين يتمتعون بالاستقلال عن الدول التي ينتمون إليها.
3. المجلس العام: يضم ممثلين عن الدول الأعضاء في المنظمة، يجتمع مرة واحدة على الأقل شهريا، وله عدة وظائف منها تلك التي يسندها له المؤتمر الوزاري، كما أنه جهاز لفض المنازعات التجارية، وفحص السياسات التجارية. وتخضع له جميع المجالس الرئيسية واللجان الفرعية ومجموعات العمل.
4. المجالس الرئيسية: وتتكون من:
  1. مجلس تجارة السلع: ويحتوي على عدة لجان، منها اللجنة الزراعية ولجنة الإجراءات الوقائية ولجنة مراقبة المنسوجات ولجنة الممارسات ضد الإغراق وهو تكدس السلع في سوق إحدى الدول الأعضاء نتيجة تخفيض أو إلغاء التعرفة الجمركية.
  2. مجلس تجارة الخدمات: ويشرف على عدة مجموعات منها مجموعة المفاوضات حول الاتصالات ولجنة تجارة الخدمات المصرفية.
  3. مجلس حقوق الملكية الفكرية: ويهتم ببحث القضايا المتعلقة بحقوق الملكية الفكرية ذات العلاقة بالتجارة.
5. اللجان الفرعية: وهي أربع لجان:
  1. لجنة التجارة والبيئة: وتعنى بدراسة تأثير التجارة على البيئة.
  2. لجنة التجارة والتنمية: التي تهتم بالعالم الثالث وبالأخص الدول الأقل نموا.
  3. لجنة القيود المفروضة لأهداف ترتبط بميزان المدفوعات: وتقدم الاستشارات بالقيود التي ترد على التجارة لأهداف ترتبط بميزان المدفوعات.
  4. لجنة الميزانية والمالية والإدارة: وتشرف على المسائل الداخلية للمنظمة. وقد بلغت مساهمات الأعضاء عام 2000 حوالي 74 مليون دولار أميركي، ويتناسب حجم إسهام كل عضو مع أهمية تجارته الخارجية، فتبلغ حصة الولايات المتحدة الأميركية 15.7% من ميزانية المنظمة، بينما تبلغ مساهمة الدول الإسلامية 5.5% من ميزانية المنظمة، دفعت ماليزيا وتركيا والإمارات العربية المتحدة أكثر من ثلثي هذه النسبة.
6. مجموعات العمل: وتختص بدراسة الترشيحات لعضوية المنظمة، إضافة إلى مجموعة العلاقة بين التجارة والاستثمار والمجموعة المختصة بسياسة المنافسة.

## الدول الأعضاء
تقسم عضوية منظمة التجارة العالمية إلى ثلاث أقسام:

### الأعضاء
بلغ عدد أعضاء المنظمة 164 عضو وذلك بعد انضمام أفغانستان بتاريخ 29 تموز / يوليو 2016:
| الدولة العضو                | تاريخ الانضمام إلى المنظمة    | تاريخ التوقيع على اتفاقية جات |
| --------------------------- | ----------------------------- | ----------------------------- |
| أفغانستان                   | 29 تموز / يوليو 2016          | لم توقع على اتفاقية جات       |
| ألبانيا                     | 08 أيلول / سبتمبر 2000        | لم توقع على اتفاقية جات       |
| أنغولا                      | 23 تشرين الثاني / نوفمبر 1996 | 08 نيسان / أبريل 1994         |
| أنتيغوا وباربودا            | 01 كانون الثاني / يناير 1995  | 30 آذار / مارس 1987           |
| الأرجنتين                   | 01 كانون الثاني / يناير 1995  | 11 تشرين الأول / أكتوبر 1967  |
| أرمينيا                     | 05 شباط / فبراير 2003         | لم توقع على اتفاقية جات       |
| أستراليا                    | 01 كانون الثاني / يناير 1995  | 01 كانون الثاني / يناير 1948  |
| النمسا                      | 01 كانون الثاني / يناير 1995  | 19 تشرين الأول / أكتوبر 1951  |
| البحرين                     | 01 كانون الثاني / يناير 1995  | 13 كانون الأول / ديسمبر 1993  |
| بنغلاديش                    | 01 كانون الثاني / يناير 1995  | 16 كانون الأول / ديسمبر 1972  |
| باربادوس                    | 01 كانون الثاني / يناير 1995  | 15 شباط / فبراير 1967         |
| بلجيكا                      | 01 كانون الثاني / يناير 1995  | 01 كانون الثاني / يناير 1948  |
| بليز                        | 01 كانون الثاني / يناير 1995  | 07 تشرين الأول / أكتوبر 1983  |
| بنين                        | 22 شباط / فبراير 1996         | 12 أيلول / سبتمبر 1963        |
| بوليفيا                     | 12 أيلول / سبتمبر 1995        | 08 أيلول / سبتمبر 1990        |
| بوتسوانا                    | 31 أيار / مايو 1995           | 28 آب / أغسطس 1987            |
| البرازيل                    | 01 كانون الثاني / يناير 1995  | 30 تموز / يوليو 1948          |
| بروناي                      | 01 كانون الثاني / يناير 1995  | 09 كانون الأول / ديسمبر 1993  |
| بلغاريا                     | 01 كانون الأول / ديسمبر 1996  | لم توقع على اتفاقية جات       |
| بوركينا فاسو                | 03 حزيران / يونيو 1995        | 03 أيار / مايو 1963           |
| بوروندي                     | 23 تموز / يوليو 1995          | 13 آذار / مارس 1965           |
| الرأس الأخضر                | 23 تموز / يوليو 2008          | لم توقع على اتفاقية جات       |
| كمبوديا                     | 13 تشرين الأول / أكتوبر 2004  | لم توقع على اتفاقية جات       |
| الكاميرون                   | 13 كانون الأول / ديسمبر 1995  | 03 أيار / مايو 1963           |
| كندا                        | 01 كانون الثاني / يناير 1995  | 01 كانون الثاني / يناير 1948  |
| جمهورية أفريقيا الوسطى      | 31 أيار / مايو 1995           | 03 أيار / مايو 1963           |
| تشاد                        | 19 تشرين الأول / أكتوبر 1996  | 12 تموز / يوليو 1963          |
| تشيلي                       | 01 كانون الثاني / يناير 1995  | 16 آذار / مارس 1949           |
| الصين                       | 11 كانون الأول / ديسمبر 2001  | لم توقع على اتفاقية جات       |
| كولومبيا                    | 30 نيسان / أبريل 1995         | 03 تشرين الأول / أكتوبر 1981  |
| الكونغو                     | 27 آذار / مارس 1997           | 03 أيار / مايو 1963           |
| كوستاريكا                   | 01 كانون الثاني / يناير 1995  | 24 تشرين الثاني / نوفمبر 1990 |
| ساحل العاج                  | 01 كانون الثاني / يناير 1995  | 31 كانون الأول / ديسمبر 1963  |
| كرواتيا                     | 30 تشرين الثاني / نوفمبر 2000 | لم توقع على اتفاقية جات       |
| كوبا                        | 20 نيسان / أبريل 1995         | 01 كانون الثاني / يناير 1948  |
| قبرص                        | 30 تموز / يوليو 1995          | 15 تموز / يوليو 1963          |
| جمهورية التشيك              | 01 كانون الثاني / يناير 1995  | 15 نيسان / أبريل 1993         |
| جمهورية الكونغو الديمقراطية | 01 كانون الثاني / يناير 1997  | لم توقع على اتفاقية جات       |
| الدنمارك                    | 01 كانون الثاني / يناير 1995  | 28 أيار / مايو 1950           |
| جيبوتي                      | 31 أيار / مايو 1995           | 16 كانون الأول / ديسمبر 1994  |
| دومينيكا                    | 01 كانون الثاني / يناير 1995  | 20 نيسان / أبريل 1993         |
| جمهورية الدومينيكان         | 09 آذار / مارس 1995           | 19 أيار / مايو 1950           |
| الإكوادور                   | 21 كانون الثاني / يناير 1996  | لم توقع على اتفاقية جات       |
| مصر                         | 30 حزيران / يونيو 1995        | 09 أيار / مايو 1970           |
| السلفادور                   | 07 أيار / مايو 1995           | 22 أيار / مايو 1991           |
| إستونيا                     | 13 تشرين الثاني / نوفمبر 1999 | لم توقع على اتفاقية جات       |
| الاتحاد الأوروبي            | 01 كانون الثاني / يناير 1995  | لم توقع على اتفاقية جات       |
| فيجي                        | 14 كانون الثاني / يناير 1996  | 16 تشرين الثاني / نوفمبر 1993 |
| فنلندا                      | 01 كانون الثاني / يناير 1995  | 25 أيار / مايو 1950           |
| فرنسا                       | 01 كانون الثاني / يناير 1995  | 01 كانون الثاني / يناير 1948  |
| الغابون                     | 01 كانون الثاني / يناير 1995  | 03 أيار / مايو 1963           |
| غامبيا                      | 23 تشرين الأول / أكتوبر 1996  | 22 شباط / فبراير 1965         |
| جورجيا                      | 14 حزيران / يونيو 2000        | لم توقع على اتفاقية جات       |
| ألمانيا                     | 01 كانون الثاني / يناير 1995  | 01 تشرين الأول / أكتوبر 1951  |
| غانا                        | 01 كانون الثاني / يناير 1995  | 17 تشرين الأول / أكتوبر 1957  |
| اليونان                     | 01 كانون الثاني / يناير 1995  | 01 آذار / مارس 1950           |
| غرينادا                     | 22 شباط / فبراير 1996         | 09 شباط / فبراير 1994         |
| غواتيمالا                   | 21 تموز / يوليو 1995          | 10 تشرين الأول / أكتوبر 1991  |
| غينيا                       | 25 تشرين الأول / أكتوبر 1995  | 08 كانون الأول / ديسمبر 1994  |
| غينيا بيساو                 | 31 أيار / مايو 1995           | 17 آذار / مارس 1994           |
| غيانا                       | 01 كانون الثاني / يناير 1995  | 05 تموز / يوليو 1966          |
| هايتي                       | 30 كانون الثاني / يناير 1996  | 01 كانون الثاني / يناير 1950  |
| هندوراس                     | 01 كانون الثاني / يناير 1995  | 10 نيسان / أبريل 1994         |
| هونغ كونغ                   | 01 كانون الثاني / يناير 1995  | 23 نيسان / أبريل 1986         |
| المجر                       | 01 كانون الثاني / يناير 1995  | 09 أيلول / سبتمبر 1973        |
| آيسلندا                     | 01 كانون الثاني / يناير 1995  | 21 نيسان / أبريل 1968         |
| الهند                       | 01 كانون الثاني / يناير 1995  | 08 تموز / يوليو 1948          |
| إندونيسيا                   | 01 كانون الثاني / يناير 1995  | 24 شباط / فبراير 1950         |
| أيرلندا                     | 01 كانون الثاني / يناير 1995  | 22 كانون الأول / ديسمبر 1967  |
| إسرائيل                     | 21 نيسان / أبريل 1995         | 05 تموز / يوليو 1962          |
| إيطاليا                     | 01 كانون الثاني / يناير 1995  | 30 أيار / مايو 1950           |
| جامايكا                     | 09 آذار / مارس 1995           | 31 كانون الأول / ديسمبر 1963  |
| اليابان                     | 01 كانون الثاني / يناير 1995  | 10 أيلول / سبتمبر 1955        |
| الأردن                      | 11 نيسان / أبريل 2000         | لم توقع على اتفاقية جات       |
| كازاخستان                   | 30 تشرين الثاني / نوفمبر 2015 | لم توقع على اتفاقية جات       |
| كينيا                       | 01 كانون الثاني / يناير 1995  | 05 شباط / فبراير 1964         |
| كوريا الجنوبية              | 01 كانون الثاني / يناير 1995  | 14 نيسان / أبريل 1967         |
| الكويت                      | 01 كانون الثاني / يناير 1995  | 03 أيار / مايو 1963           |
| قيرغيزستان                  | 20 كانون الأول / ديسمبر 1998  | لم توقع على اتفاقية جات       |
| لاوس                        | 02 شباط / فبراير 2013         | لم توقع على اتفاقية جات       |
| لاتفيا                      | 10 شباط / فبراير 1999         | لم توقع على اتفاقية جات       |
| ليسوتو                      | 31 أيار / مايو 1995           | 08 كانون الثاني / يناير 1988  |
| ليبيريا                     | 14 تموز / يوليو 2016          | لم توقع على اتفاقية جات       |
| ليختنشتاين                  | 01 أيلول / سبتمبر 1995        | 29 آذار / مارس 1994           |
| ليتوانيا                    | 31 أيار / مايو 2001           | لم توقع على اتفاقية جات       |
| لوكسمبورغ                   | 01 كانون الثاني / يناير 1995  | 01 كانون الثاني / يناير 1948  |
| ماكاو                       | 01 كانون الثاني / يناير 1995  | 11 كانون الثاني / يناير 1991  |
| مدغشقر                      | 17 تشرين الثاني / نوفمبر 1995 | 30 أيلول / سبتمبر 1963        |
| ملاوي                       | 31 أيار / مايو 1995           | 28 آب / أغسطس 1964            |
| ماليزيا                     | 01 كانون الثاني / يناير 1995  | 24 تشرين الأول / أكتوبر 1957  |
| جزر المالديف                | 31 أيار / مايو 1995           | 19 نيسان / أبريل 1983         |
| مالي                        | 31 أيار / مايو 1995           | 11 كانون الثاني / يناير 1993  |
| مالطا                       | 01 كانون الثاني / يناير 1995  | 17 تشرين الثاني / نوفمبر 1964 |
| موريتانيا                   | 31 أيار / مايو 1995           | 30 أيلول / سبتمبر 1963        |
| موريشيوس                    | 01 كانون الثاني / يناير 1995  | 02 أيلول / سبتمبر 1970        |
| المكسيك                     | 01 كانون الثاني / يناير 1995  | 24 آب / أغسطس 1986            |
| مولدوفا                     | 26 تموز / يوليو 2001          | لم توقع على اتفاقية جات       |
| منغوليا                     | 29 كانون الثاني / يناير 1997  | لم توقع على اتفاقية جات       |
| الجبل الأسود                | 29 نيسان / أبريل 2012         | لم توقع على اتفاقية جات       |
| المغرب                      | 01 كانون الثاني / يناير 1995  | 17 حزيران / يونيو 1987        |
| موزمبيق                     | 26 آب / أغسطس 1995            | 27 تموز / يوليو 1992          |
| ميانمار                     | 01 كانون الثاني / يناير 1995  | 29 تموز / يوليو 1948          |
| ناميبيا                     | 01 كانون الثاني / يناير 1995  | 15 أيلول / سبتمبر 1992        |
| نيبال                       | 23 نيسان / أبريل 2004         | لم توقع على اتفاقية جات       |
| هولندا                      | 01 كانون الثاني / يناير 1995  | 01 كانون الثاني / يناير 1948  |
| نيوزيلندا                   | 01 كانون الثاني / يناير 1995  | 30 تموز / يوليو 1948          |
| نيكاراغوا                   | 03 أيلول / سبتمبر 1995        | 28 أيار / مايو 1950           |
| النيجر                      | 13 كانون الأول / ديسمبر 1996  | 31 كانون الأول / ديسمبر 1963  |
| نيجيريا                     | 01 كانون الثاني / يناير 1995  | 18 تشرين الثاني / نوفمبر 1960 |
| النرويج                     | 01 كانون الثاني / يناير 1995  | 10 تموز / يوليو 1948          |
| عمان                        | 09 تشرين الثاني / نوفمبر 2000 | لم توقع على اتفاقية جات       |
| باكستان                     | 01 كانون الثاني / يناير 1995  | 30 تموز / يوليو 1948          |
| بنما                        | 06 أيلول / سبتمبر 1997        | لم توقع على اتفاقية جات       |
| بابوا غينيا الجديدة         | 09 حزيران / يونيو 1996        | 16 كانون الأول / ديسمبر 1994  |
| باراغواي                    | 01 كانون الثاني / يناير 1995  | 06 كانون الثاني / يناير 1994  |
| بيرو                        | 01 كانون الثاني / يناير 1995  | 07 تشرين الأول / أكتوبر 1951  |
| الفلبين                     | 01 كانون الثاني / يناير 1995  | 27 كانون الأول / ديسمبر 1979  |
| بولندا                      | 01 تموز / يوليو 1995          | 18 تشرين الأول / أكتوبر 1967  |
| البرتغال                    | 01 كانون الثاني / يناير 1995  | 06 أيار / مايو 1962           |
| قطر                         | 13 كانون الثاني / يناير 1996  | 07 نيسان / أبريل 1994         |
| رومانيا                     | 01 كانون الثاني / يناير 1995  | 14 تشرين الثاني / نوفمبر 1971 |
| روسيا                       | 22 آب / أغسطس 2012            | لم توقع على اتفاقية جات       |
| رواندا                      | 22 أيار / مايو 1996           | 01 كانون الثاني / يناير 1966  |
| سانت كيتس ونيفيس            | 21 شباط / فبراير 1996         | 24 آذار / مارس 1994           |
| سانت لوسيا                  | 01 كانون الثاني / يناير 1995  | 13 نيسان / أبريل 1993         |
| سانت فينسنت والغرينادين     | 01 كانون الثاني / يناير 1995  | 18 أيار / مايو 1993           |
| ساموا                       | 10 أيار / مايو 2012           | لم توقع على اتفاقية جات       |
| السعودية                    | 11 كانون الأول / ديسمبر 2005  | لم توقع على اتفاقية جات       |
| السنغال                     | 01 كانون الثاني / يناير 1995  | 27 أيلول / سبتمبر 1963        |
| سيشل                        | 26 نيسان / أبريل 2015         | لم توقع على اتفاقية جات       |
| سيراليون                    | 23 تموز / يوليو 1995          | 19 أيار / مايو 1961           |
| سنغافورة                    | 01 كانون الثاني / يناير 1995  | 20 آب / أغسطس 1973            |
| سلوفاكيا                    | 01 كانون الثاني / يناير 1995  | 15 نيسان / أبريل 1993         |
| سلوفينيا                    | 30 تموز / يوليو 1995          | 30 تشرين الأول / أكتوبر 1994  |
| جزر سليمان                  | 26 تموز / يوليو 1996          | 28 كانون الأول / ديسمبر 1994  |
| جنوب أفريقيا                | 01 كانون الثاني / يناير 1995  | 13 حزيران / يونيو 1948        |
| إسبانيا                     | 01 كانون الثاني / يناير 1995  | 29 آب / أغسطس 1963            |
| سريلانكا                    | 01 كانون الثاني / يناير 1995  | 29 تموز / يوليو 1948          |
| سورينام                     | 01 كانون الثاني / يناير 1995  | 22 آذار / مارس 1978           |
| إسواتيني                    | 01 كانون الثاني / يناير 1995  | 08 شباط / فبراير 1993         |
| السويد                      | 01 كانون الثاني / يناير 1995  | 30 نيسان / أبريل 1950         |
| سويسرا                      | 01 تموز / يوليو 1995          | 01 آب / أغسطس 1966            |
| تايبيه الصينية              | 01 كانون الثاني / يناير 2002  | لم توقع على اتفاقية جات       |
| طاجيكستان                   | 02 آذار / مارس 2013           | لم توقع على اتفاقية جات       |
| تنزانيا                     | 01 كانون الثاني / يناير 1995  | 09 كانون الأول / ديسمبر 1961  |
| تايلاند                     | 01 كانون الثاني / يناير 1995  | 20 تشرين الثاني / نوفمبر 1982 |
| مقدونيا                     | 04 نيسان / أبريل 2003         | لم توقع على اتفاقية جات       |
| توغو                        | 31 أيار / مايو 1995           | 20 آذار / مارس 1964           |
| تونغا                       | 27 تموز / يوليو 2007          | لم توقع على اتفاقية جات       |
| ترينيداد وتوباغو            | 01 آذار / مارس 1995           | 23 تشرين الأول / أكتوبر 1962  |
| تونس                        | 29 آذار / مارس 1995           | 29 آب / أغسطس 1990            |
| تركيا                       | 26 آذار / مارس 1995           | 17 تشرين الأول / أكتوبر 1951  |
| أوغندا                      | 01 كانون الثاني / يناير 1995  | 23 تشرين الأول / أكتوبر 1962  |
| أوكرانيا                    | 16 أيار / مايو 2008           | لم توقع على اتفاقية جات       |
| الإمارات العربية المتحدة    | 10 نيسان / أبريل 1996         | 08 آذار / مارس 1994           |
| المملكة المتحدة             | 01 كانون الثاني / يناير 1995  | 01 كانون الثاني / يناير 1948  |
| الولايات المتحدة            | 01 كانون الثاني / يناير 1995  | 01 كانون الثاني / يناير 1948  |
| الأوروغواي                  | 01 كانون الثاني / يناير 1995  | 06 كانون الأول / ديسمبر 1953  |
| فانواتو                     | 24 آب / أغسطس 2012            | لم توقع على اتفاقية جات       |
| فنزويلا                     | 01 كانون الثاني / يناير 1995  | 31 آب / أغسطس 1990            |
| فيتنام                      | 11 كانون الثاني / يناير 2007  | لم توقع على اتفاقية جات       |
| اليمن                       | 26 حزيران / يونيو 2014        | لم توقع على اتفاقية جات       |
| زامبيا                      | 01 كانون الثاني / يناير 1995  | 10 شباط / فبراير 1982         |
| زيمبابوي                    | 05 آذار / مارس 1995           | 11 تموز / يوليو 1948          |

### المراقبون
الأعضاء المراقبون هي دول تسعى للانضمام للمنظمة وعليه تفرض المنظمة على الدول الأعضاء (باستثناء الفاتيكان) بدء مفاوضات الانضمام للمنظمة خلال خمسة سنوات من تسميتهم كأعضاء مراقبين. ويبلغ عدد الأعضاء المراقبون 20 دولة في 1 آب / أغسطس 2016 وهم:
| الجزائر           |
| أندورا            |
| أذربيجان          |
| باهاماس           |
| روسيا البيضاء     |
| بوتان             |
| البوسنة والهرسك   |
| جزر القمر         |
| غينيا الاستوائية  |
| إثيوبيا           |
| الكرسي الرسولي    |
| إيران             |
| العراق            |
| لبنان             |
| ليبيا             |
| ساو تومي وبرينسيب |
| صربيا             |
| السودان           |
| سوريا             |
| أوزبكستان         |
| الصومال           |

### المنظمات الدولية
تسمح منظمة التجارة العالمية للمنظمات الإقليمية والدولية بدخول الكيانات التابعة للمنظمة كأعضاء مراقبين حسب اهتمامات المنظمات وبناءً على طلبها، وهذه المنظمات هي:
| اتحاد المغرب العربي (AMU)                                                                            |
| اتفاقية استكهولم                                                                                     |
| اتفاقية الأمم المتحدة الإطارية بشأن تغير المناخ (UNFCCC)                                             |
| اتفاقية التنوع البيولوجي (CBD)                                                                       |
| اتفاقية بازل                                                                                         |
| اتفاقية روتردام                                                                                      |
| اتفاقية منظمة الأغذية والزراعة الدولية لوقاية النباتات (IPPC)                                        |
| الاتحاد الأفريقي (AU)                                                                                |
| الاتحاد البريدي العالمي (UPU)                                                                        |
| الاتحاد الدولي لحماية الأصناف النباتية الجديدة (UPOV)                                                |
| الاتحاد الدولي للاتصالات (ITU)                                                                       |
| الاتحاد النقدي والاقتصادي لغرب أفريقيا (WAEMU)                                                       |
| الأمانة الدائمة للمعاهدة العامة للتكامل الاقتصادي لأمريكا الوسطى (SIECA)                             |
| الأمم المتحدة (UN)                                                                                   |
| البنك الإسلامي للتنمية (IsDB)                                                                        |
| البنك الأمريكي للتنمية (IADB)                                                                        |
| البنك الأوروبي لإعادة البناء والتنمية (EBRD)                                                         |
| البنك الدولي                                                                                         |
| التعاون لضمان الاستثمار بين الدول العربية (IAIGC)                                                    |
| الجماعة الإنمائية للجنوب الأفريقي (SADC)                                                             |
| الرابطة الأوروبية للتجارة الحرة (EFTA)                                                               |
| الصندوق المشترك للسلع الأساسية (CFC 1)                                                               |
| اللجنة الدولية لحفظ تون المحيط الأطلسي (ICCAT)                                                       |
| اللجنة الدولية للتقانة الكهربائية (IEC)                                                              |
| المجموعة الاقتصادية لدول غرب إفريقيا (ECOWAS)                                                        |
| المجموعة الاقتصادية لدول غرب أفريقيا (ECOWAS)                                                        |
| المجموعة الاقتصادية لدول وسط أفريقيا (CAEMC)                                                         |
| المكتب الدولي للنسيج والألبسة (ITCB)                                                                 |
| المنظمة الإفريقية للملكية الفكرية (OAPI)                                                             |
| المنظمة الدولية الإقليمية لوقاية النبات وصحة الحيوان (OIRSA)                                         |
| المنظمة الدولية للمقاييس القانونية (OILM)                                                            |
| المنظمة العالمية للصحة الحيوانية (OIE)                                                               |
| المنظمة العالمية للملكية الفكرية (WIPO)                                                              |
| المنظومة الاقتصادية لأمريكا اللاتينية (SELA)                                                         |
| أمانة الجماعة الكاريبية (CARICOM)                                                                    |
| أمانة الكومنولث                                                                                      |
| برنامج الأغذية العالمي التابع للأمم المتحدة (WFP)                                                    |
| برنامج الأمم المتحدة الإنمائي (UNDP)                                                                 |
| برنامج الأمم المتحدة المشترك المعني للإيدز (UNAIDS)                                                  |
| برنامج الأمم المتحدة للبيئة (UNEP)                                                                   |
| بروتوكول مونتريال                                                                                    |
| تجمع دول الساحل والصحراء (CEN-SAD)                                                                   |
| جماعة دول الأنديز                                                                                    |
| رابطة أمريكا اللاتينية للتكامل (ALADI)                                                               |
| صندوق النقد الدولي (IMF)                                                                             |
| لجنة الأمم المتحدة الاقتصادية لأفريقيا (ECA)                                                         |
| لجنة الأمم المتحدة الاقتصادية لأمريكا اللاتينية ومنطقة البحر الكاريبي (ECLAC)                        |
| لجنة الأمم المتحدة الاقتصادية لأوروبا (ECE)                                                          |
| لجنة الأمم المتحدة الاقتصادية والاجتماعية لآسيا والمحيط الهادئ (ESCAP)                               |
| لجنة الأمم المتحدة للتنمية المستدامة (CSD)                                                           |
| مجلس التعاون لدول الخليج العربية (GCC)                                                               |
| مجلس الحبوب الدولي (IGC)                                                                             |
| مجموعة دول أفريقيا والكاريبي والمحيط الهادئ (ACP)                                                    |
| مركز التجارة الدولية (ITC)                                                                           |
| مركز الجنوب                                                                                          |
| مركز جنوب شرق آسيا لتنمية المصايد (SEAFDEC)                                                          |
| معاهدة التجارة العالمية لأصناف الحيوان والنبات البري المهدد بالانقراض (CITES)                        |
| معهد البلدان الأمريكية للتعاون الزراعي (IICA)                                                        |
| منتدى جزر المحيط الهادئ                                                                              |
| منظمة الأغذية والزراعة (FAO)                                                                         |
| منظمة الأمم المتحدة للتنمية الصناعية (UNIDO)                                                         |
| منظمة الأمم المتحدة للسياحة العالمية (UNWTO)                                                         |
| منظمة البن الدولية (ICO)                                                                             |
| منظمة التعاون الاقتصادي والتنمية (OECD)                                                              |
| منظمة التعاون الاقتصادي (ECO)                                                                        |
| منظمة التنوع البيولوجي الدولية (سابقا المعهد الدولي للموارد الوراثية النباتية)                       |
| منظمة الجمارك العالمية (WCO)                                                                         |
| منظمة الدول الأمريكية (OAS)                                                                          |
| منظمة السياحة العالمية (UNWTO)                                                                       |
| منظمة الصحة العالمية (WHO)                                                                           |
| منظمة الطيران المدني الدولي (ICAO)                                                                   |
| منظمة المعايير الدولية (ISO)                                                                         |
| منظمة الملكية الفكرية الإقليمية الأفريقية (ARIPO)                                                    |
| منظمة المؤتمر الإسلامي (OIC)                                                                         |
| مؤتمر الأمم المتحدة للتجارة والتنمية (UNCTAD)                                                        |
| هيئة الدستور الغذائي المشتركة (Codex) (هيئة مشتركة بين منظمة الأغذية والزراعة ومنظمة الصحة العالمية) |
| وكالة معلومات التجارة الدولية والتعاون (AITIC)                                                       |